# عبد الفتاح بورواق الشلوي
عبد الفتاح بورواق الشلوي ويعرف أيضًا باسم عبد الفتاح بوحورة الشلوي (مواليد 1956، درنة - ليبيا)، كاتب وسياسي ليبي، وأحد أعضاء المؤتمر الوطني العام. اشتهر بمواقفه في فترة ما بعد الثورة 17 فبراير، وله عدة مؤلفات في الشأن السياسي والتاريخي.

## التعليم والمسيرة المهنية
- ليسانس في التاريخ جامعة قاريونس 1982.
- معلم في قطاع التعليم درنة 1982-1992.
- شغل إدارة مدارس 1990-2011.
- رئيس تحرير موقع إيراسا 2007-2012.
- عضو المجلس المحلي درنة (البلدي) 2011-2012.
- أحد مؤسسي مكتبة الملك إدريس 2011.
- مسؤول مكتب الخدمات بالمجلس المحلي 2011-2012.
- رئيس مكتب التعليم بالمجلس المحلي 2011-2012.
- نائب في المؤتمر الوطني العام (البرلمان) 2012-2015.
- عضو لجنة الديوان في المؤتمر الوطني 2012-2015.
- رئيس اللجنة السياسية في المؤتمر الوطني 2015.

## المسيرة السياسية
المشاركة في الثورة الليبية
كان من بين الناشطين في مدينة درنة خلال أحداث ثورة 17 فبراير. ويُعد آخر معتقلي المدينة في عهد القذافي، إذ اعتُقل هو ونجله "تقي الدين" يوم 16 فبراير 2011، قبل ساعات من انطلاق الثورة. وأُفرج عنهما بعد وقت قصير، وقد ذكر الشلوي في كتابه أسرار تحت قبة البرلمان ضمن فصل بعنوان "الملحمة والأسطورة قصة مدينة، وروعة وطن" أن الإفراج عنهما جاء بعد أن حضر أقارب وأصدقاء وتجمعوا أمام مبنى الأمن الداخلي وطالبوا بإطلاق سراحهما. وفي اليوم التالي اندلعت الاحتجاجات التي أدت إلى خروج مدينة درنة عن سيطرة القذافي.
عضو المجلس المحلي درنة
عقب سقوط النظام، ساهم الشلوي في تأسيس المجلس المحلي درنة، وهو الجهة التي تولت تسيير شؤون المدينة بعد الثورة. وتولى مسؤولية مكتب الخدمات بالمجلس، بالإضافة إلى مهام مكتب التعليم في المدينة خلال الفترة 2011–2012. وقد شكّلت هذه التجربة الإدارية المحلية تمهيدًا لدوره السياسي اللاحق على المستوى الوطني.

## الانتخابات والعضوية في البرلمان
ترشَّح ضمن فئة المقاعد الفردية عن مدينة درنة في انتخابات المؤتمر الوطني العام سنة 2012، وهي أول انتخابات عامة في ليبيا منذ عام 1965، فاز بمقعد مستقل ممثّلًا للمدينة.
تولى لاحقًا رئاسة اللجنة السياسية بالمؤتمر الوطني العام، واتخذ مواقف رقابية وتشريعية في عدد من الملفات السياسية والأمنية والاقتصادية، وسيتم ذكرها تفصيلا في الأقسام التالية.

## مكافحة الفساد والحفاظ على المال العام
كان من الأصوات الداعية لمحاربة الرشاوى ومكافحة الفساد في ليبيا، حيث ورد في مدخلة رسمية له في إحدى جلسات البرلمان أن "رموز الفساد أكبر من الدولة"، مع التأكيد على ضرورة مساءلة كل من يمد يده للرشاوى، ضمن جهوده العملية لمواجهة الفساد المالي والإداري.
وخلال زيارة رئيس المؤتمر الوطني الليبي محمد المقريف إلى تونس، أعلن الرئيس التونسي المنصف المرزوقي أن ليبيا وضعت 200 مليون دولار في البنك المركزي التونسي كمنحة لمساعدة الاقتصاد التونسي. 
وعقب تداول الخبر، أكد الشلوي أن أي جهة لا يحق لها التصرف في أموال الدولة إلا وفقًا للشروط والتشريعات القانونية، وأوضح أن أول نقاش مع المقريف في الجلسة القادمة سيكون حول ما سمعه من الرئيس التونسي بشأن هذه المنحة. كما امتد نشاطه الرقابي إلى المشاركة في لجان برلمانية للتحقيق في قضايا مالية مثيرة للجدل.

## التحقيق البرلماني في صكوك الجضران
وفقًا لتقرير هيومن رايتس ووتش الصادر في 2014 بشأن أحداث ليبيا عام 2013، فإن (جماعات مسلحة كثيرة – بعضها له صلة بالحكومة – سيطرت على مناطق كبيرة من البلاد ومواردها، بما في ذلك المناطق الثرية بالنفط ومصدر دخلها الرئيسي، وعملت في ظل إفلات من العقاب، في ظل إخفاق الحكومة في نزع سلاحها أو دمج مقاتليها عبر إجراءات ملائمة).
في عام 2013، أعلن إبراهيم الجضران، آمر حرس المنشآت النفطية، عن إغلاق الموانئ احتجاجًا على ما وصفه بيع النفط بلا عدادات، وأدى هذا الإعلان إلى تصاعد التوتر السياسي في البلاد، فاشتعلت أزمة "صكوك الجضران" في ليبيا بعد أن وجّه اتهامات لرئيس الحكومة علي زيدان ولرئيس لجنة الطاقة بالمؤتمر الوطني العام، ناجي مختار، بمحاولة تقديم رشوة قدرها 30 مليون دينار مقابل رفع الحصار عن الموانئ.
على إثر ذلك، كُلفت لجنة تحقيق برلمانية للنظر في الاتهامات واتخاذ الإجراءات اللازمة، بموجب قرار رئيس المؤتمر رقم 158 لسنة 2013، وضمّت اللجنة عبدالفتاح الشلوي عضوًا فيها، وشمل التحقيق شخصيات بارزة مثل رئيس الحكومة علي زيدان، ورئيس المؤتمر الوطني نوري أبو سهمين، ورئيس لجنة الطاقة ناجي مختار، وأعدت اللجنة تقريرها الذي أُحيل إلى النائب العام.
في عام 2013، أعلن إبراهيم الجضران، آمر حرس المنشآت النفطية، عن إغلاق الموانئ احتجاجًا على ما وصفه بيع النفط بلا عدادات، وأدى هذا الإعلان إلى تصاعد التوتر السياسي في البلاد، فاشتعلت أزمة "صكوك الجضران" في ليبيا بعد أن وجّه اتهامات لرئيس الحكومة علي زيدان ولرئيس لجنة الطاقة بالمؤتمر الوطني العام، ناجي مختار، بمحاولة تقديم رشوة قدرها 30 مليون دينار مقابل رفع الحصار عن الموانئ.
على إثر ذلك، كُلفت لجنة تحقيق برلمانية للنظر في الاتهامات واتخاذ الإجراءات اللازمة، بموجب قرار رئيس المؤتمر رقم 158 لسنة 2013 وضمّت اللجنة عبدالفتاح الشلوي عضواً فيها، شمل التحقيق شخصيات بارزة مثل رئيس الحكومة علي زيدان ورئيس المؤتمر الوطنينوري أبو سهمين ورئيس لجنة الطاقة بالمؤتمر ناجي مختار، وأعدت اللجنة تقريرها الذي أُحيل إلى النائب العام.

## الموقف من التشكيلات المسلحة
استنادًا إلى تقرير هيومن رايتس ووتش الصادر سنة 2013 بشأن العام المنصرم، فإن السلطات الانتقالية عجزت عن تفكيك التشكيلات المسلحة التي ملأت الفراغ الأمني، وظلت بعض المجموعات تعمل خارج سيطرة الدولة، وفي إطار هذه الأجواء الأمنية الهشة تلقى أعضاء المؤتمر الوطني العام تهديدات من هذه المجموعات.
وفي سياق متصل أصدر المؤتمر الوطني العام سنة 2013 قرارين رئيسين -رقم 27 و53- يهدفان إلى إنهاء وجود الكتائب غير النظامية في ليبيا: الأول يتعلق بإخلاء مدينة طرابلس من المظاهر المسلحة غير الشرعية، والثاني بعد أحداث أمنية في بنغازي، ويهدف لإنهاء الوجود الفعلي لجميع التشكيلات ودمج بعض الكتائب الشرعية في الجيش والأمن الوطني.
كما دعا الشلوي إلى إخراج الكتائب من المدن الليبية بشتى الطرق والوسائل كما جاء على لسانه.  وذلك في أول جلسة رسمية عقب أحداث غرغور، التي شهدت سقوط 47 قتيلا و518 جريحا خلال مظاهرة ضد المجموعات المسلحة في طرابلس،
وفي سياق غير بعيد شهدت العاصمة حصار بعض المقار الحكومية بفعل تحركات عسكرية غير نظامية، للضغط على المؤتمر، بهدف تمرير قانون العزل السياسي، الذي يحظر أي شخص شغل منصبًا رفيعًا في نظام القذافي، من تولي وظائف حكومية.
لاحقا أعلن النائب الثاني صالح المخزوم استعدادهم لمناقشة القانون في الجلسة القادمة، وفيما يتعلق بما إذا كانت تصريحات المخزوم تعكس رضوخًا للضغوط المسلحة، نفى الشلوي ذلك في تصريح لـ"الجزيرة نت"، مشيرًا إلى وجود اتفاق مبدئي بين جميع الأعضاء على إقرار القانون، مع اختلافهم حاليًا حول بعض مواده.
ووصف الشلوي استخدام السلاح للتعبير عن الآراء بالممارسة الخاطئة، محذرًا من وضع ليبيا ضمن قوائم الدول الفاشلة، في ضوء التطورات الأخيرة.

## الإصابة خلال انقلاب حفتر
أسفرت مواقف الشلوي المناهضة للفساد ورفضه لهيمنة التشكيلات المسلحة، وانتقاده للنفوذ العسكري غير الشرعي، عن توتر مع أطراف مسلحة فاعلة في المشهد السياسي.
في فبراير 2014؛ أعلن خليفة حفتر -الذي كان لواءً في ذلك الوقت- خلال بيان مرئي، عن خارطة طريق تضمنت تجميد مؤسسات الدولة، وتعليق العمل بالإعلان الدستوري، وهو ما اعتبره مراقبون محاولة انقلاب على السلطة الشرعية.
ردا على ذلك، سارع رئيس الوزراء علي زيدان، إلى نفي وقوع الانقلاب، مؤكّدًا أن الحكومة اتخذت الإجراءات القانونية بحق اللواء خليفة حفتر. واعتبر وزير الدفاع عبدالله الثني تصريحات اللواء غير شرعية ومدعاة للسخرية.
تلى ذلك تهديد من كتيبتي الصواعق والقعقاع لأعضاء المؤتمر الوطني العام بالاعتقال إن لم يقدموا استقالاتهم خلال خمس ساعات  وفي 2 مارس 2014، اقتحم مسلحون مقر المؤتمر الوطني العام في طرابلس، ما أسفر عن إصابة الشلوي إلى جانب ثلاثة أعضاء آخرين، وقد أكد رئيس المؤتمر نوري بوسهمين واقعة الاقتحام وإصابة الشلوي في بيان رسمي.
وفي يوم 11 مارس 2014، خلال جلسة برلمانية منقولة على الهواء، هاجم الشلوي حفتر مباشرة، مؤكدًا أن "من يعرف تاريخه لن يرفع اسمه ولن يصفق له" وذلك في مداخلة موثقة في محاضر الجلسات لاحقا؛ شهدت العاصمة اقتحامًا آخرا نُسب إلى مجموعات مسلحة مؤيدة لحفتر  وتبنى العملية المتحدث باسم قواته محمد الحجازي.
أدى موقف الأعضاء المعارضين لحفتر إلى تبعات مباشرة، إذ توعدهم الأخير بالقبض عليهم، إذا دخلوا للمنطقة الشرقية أو حاولوا الهروب عبر مطاراتها،   واستجابة لتصريحات حفتر مُنع بعض الأعضاء من استخدام مطاري الأبرق وبنينا واعتُدي على بعضهم، كما أحرق منزل الشلوي ومكتبته في درنة سنة 2018 بحسب تغريدة كتبها في حسابه على منصة أكس وذلك عقب إعلان حفتر سيطرته على المدينة بخمسة أيام. أشار الشلوي في كتابيه حكايات المدينة القديمة وفيضان درنة بين البحر والسدين إلى أنّه مُنع من السفر إلى مدينته أو استخدام مطارات إقليم برقة، واستمر هذا الوضع لعقد من الزمن وحتى الساعة.
يُذكر أنّه السياسي الوحيد من درنة الذي بقي خاضعًا لهذا المنع؛ إذ سُمح لاحقًا لبقية السياسيين الممثلين إلى المدينة والملتحقين بالمجلس الأعلى للدولة بزيارتها.  وتجدر الإشارة إلى أنّه لم ينضم إلى المجلس الأعلى للدولة، وسيُعرض سياق هذه المسألة في موضع لاحق.

## الاغتيالات والوضع الأمني في درنة
بعد ثورة 17 فبراير ، دخلت مدينة درنة في مرحلة من الاضطراب الأمني اتسمت بانتشار السلاح وغياب مؤسسات إنفاذ القانون، ما جعلها مسرحًا لسلسلة من الاغتيالات والتفجيرات طالت عناصر الأمن والجيش. ما أدى إلى استقالة عدد من أعضاء المجلس المحلي درنة احتجاجا على ما تشهده المدينة،
في خضم هذه الأوضاع، اتّخذ الشلوي خطوات سياسية واحتجاجية للتصدي لهذه الأفعال، فبعد اغتيال المستشار محمد نجيب اهويدي رئيس دائرة الجنايات بمحكمة الجبل الأخضر، شارك الشلوي يوم 17 يونيو 2013، وبصفته نائبًا عن المدينة، في تقديم مذكرة لاستدعاء رئيس الحكومة علي زيدان لاستجوابه بشأن الواقعة وأكد نواب درنة ان استدعاء زيدان يأتي بسبب التقصير الواضح والمتعمد في الملف الأمني على حد وصفهم.
ومع تصاعد هذا الانفلات ، دخلت المدينة يوم 1 ديسمبر 2013 في عصيان مدني مفتوح احتجاجًا على تزايد الاغتيالات والتفجيرات، تجاوبًا مع الحراك، انطلقت مظاهرة جابت شوارع المدينة وتعرضت لإطلاق نار، فأصيب خسمة من المشاركين فيها. وفي 3 ديسمبر 2013، قدّم الشلوي -بصفته أحد أعضاء المؤتمر الوطني العام عن المدينة- استقالته إلى رئيس المؤتمر نوري أبو سهمين، احتجاجًا على ما اعتبره تقاعس الدولة في معالجة القضايا الأمنية بالمدينة على مدى شهور.
بُعيد هذه التطورات، أكد علي زيدان أن الحكومة شرعت في التواصل مع مختلف الجهات الرسمية في درنة، واتخذت ترتيبات لإعادة المدينة إلى وضعها الطبيعي. مشيرًا إلى أن قوات الأمن تستعدة للانتشار فيها، تجاوبًا مع ذلك، دعا المنظمون إلى تعليق العصيان المدني وإعطاء فرصة إلى الحكومة لتنفيذ قراراتها الأخيرة، كما علّق الشلوي استقالته مع ثلاثة أعضاء آخرين لمنح فرصة للحكومة بعد مداولات مع رئيس المؤتمر ورئاسة الجهة التنفيذية، أُشير عليهم فيها بالتريث لاستمرار ضغطهم ومطالبته بإيجاد الحلول الأمنية.
ورغم وعود رئيس الحكومة الليبية علي زيدان ببسط الأمن في درنة، لم تُتخذ أي خطوات فعلية في هذا الصدد. ونفى رئيس المجلس المحلي بدرنة تواصل الحكومة معهم، معتبرًا تصريحات زيدان غير صحيحة. وفي مقابلة لاحقة، أكد زيدان أنه لم يتراجع عن تحريك القوات، لكنه أشار إلى أن أهالي المدينة طالبوه بعدم إرسالها لأسباب اجتماعية، رغم تأييد نواب المدينة للخطوة.

## المؤلفات والكتب
- أسرار تحت قبة البرلمان، دار الشعب، 2015.[67][68][69]
- حكايات المدينة القديمة الجزء الأول، دار الشعب، 2023.[70] [71]
- حكايات المدينة القديمة الجزء الثاني، دار الشعب، 2023.[70] [71]
- فيضان درنة بين البحر والسدين، دار الوليد، 2024.[72][73]

- آفاق تربوية، دار الوليد، 2025.